# Pakistan i olympiska spelen
Pakistan deltog första gången vid olympiska sommarspelen 1948 i London och har sedan dess varit med vid varje olympiskt sommarspel förutom vid spelen 1980 i Moskva som de bojkottade. De deltog första gången vid de olympiska vinterspelen 2010 i Vancouver.
Pakistan har totalt vunnit tio medaljer (alla sommar).

## Medaljer
| Guld | Silver | Brons | Totalt antal medaljer |
| ---- | ------ | ----- | --------------------- |
| 3    | 3      | 4     | 10                    |

### Medaljer efter sommarspel
| Spel                                    | Guld        | Silver      | Brons       | Totalt      |
| 1948 London                             | 0           | 0           | 0           | 0           |
| 1952 Helsingfors                        | 0           | 0           | 0           | 0           |
| 1956 Melbourne (ryttarspel i Stockholm) | 0           | 1           | 0           | 1           |
| 1960 Rom                                | 1           | 0           | 1           | 2           |
| 1964 Tokyo                              | 0           | 1           | 0           | 1           |
| 1968 Mexico City                        | 1           | 0           | 0           | 1           |
| 1972 München                            | 0           | 1           | 0           | 1           |
| 1976 Montréal                           | 0           | 0           | 1           | 1           |
| 1980 Moskva                             | Deltog inte | Deltog inte | Deltog inte | Deltog inte |
| 1984 Los Angeles                        | 1           | 0           | 0           | 1           |
| 1988 Seoul                              | 0           | 0           | 1           | 1           |
| 1992 Barcelona                          | 0           | 0           | 1           | 1           |
| 1996 Atlanta                            | 0           | 0           | 0           | 0           |
| 2000 Sydney                             | 0           | 0           | 0           | 0           |
| 2004 Aten                               | 0           | 0           | 0           | 0           |
| 2008 Peking                             | 0           | 0           | 0           | 0           |
| Totalt                                  | 3           | 3           | 4           | 10          |

### Medaljer efter vinterspelen
| Spel           | Guld | Silver | Brons | Totalt |
| 2010 Vancouver | 0    | 0      | 0     | 0      |
| Totalt         | 0    | 0      | 0     | 0      |

### Medaljer efter sporter
| Sport      | Guld | Silver | Brons | Totalt |
| Landhockey | 3    | 3      | 2     | 8      |
| Boxning    | 0    | 0      | 1     | 1      |
| Brottning  | 0    | 0      | 1     | 1      |
| Totalt     | 3    | 3      | 4     | 10     |